# Серижа
Серижа — река в Дятьковском, Брянском и Жуковском районах Брянской области. Длина реки — 29 км.
Начинается в заболоченном елово-ольховом лесу. Течёт по лесистой местности сначала на юго-запад через деревню Новониколаевка, потом в южном направлении через район города Сельцо. Впадает в Десну слева на высоте 146,6 м над уровнем моря у посёлка Красный Бор.
Основные притоки — Баранчик (лв.), Славобуш (пр.), Песся (лв.), Хизня (пр.).
В верховьях реки организован памятник природы «Святое озеро».
В 1953 году в реку были выпущены бобры из Белоруссии.